# Грин Ајл (Минесота)
Грин Ајл (енгл. Green Isle) град је у америчкој савезној држави Минесота.

## Демографија
По попису из 2010. године број становника је 559, што је 225 (67,4%) становника више него 2000. године.
| Група             | 2000.       | 2010.       |
| Белци             | 318 (95,2%) | 537 (96,1%) |
| Афроамериканци    | 1 (0,3%)    | 2 (0,4%)    |
| Азијати           | 3 (0,9%)    | 0 (0,0%)    |
| Хиспаноамериканци | 12 (3,6%)   | 17 (3,0%)   |
| Укупно            | 334         | 559         |